# Rena Tanaka
Rena Tanaka (田中 麗奈 Tanaka Rena?, n. 22 mai 1980, Kurume, Japonia) este o actriță și vedetă TV japoneză. În 1999 ea a câștigat Japanese Academy Award la categoria "Best Newcomer" pentru performanța sa din Give It All. În 2001 a fost nominalizată la categoria "cea mai bună actriță" pentru performanța sa din Hatsukoi.

## Filmografie selectivă

### Filme
- Give It All (1998)
- GTO (1999)
- Hatsukoi (2000) aka First Love
- Ekiden (2000)
- Suki (2001)
- Tokyo Marigold (2001)
- Gangushurisha (2002)
- Thirteen Steps (2002)
- Drugstore Girl (2003)
- A Day on the Planet (2004)
- Legend of Nin Nin Ninga Hattori (2004)
- Ubume no Natsu (2005)
- The Suspect: Muroi Shinji (2005)
- Tripping (2006)
- Waiting in the Dark (2006)
- Gegege no Kitaro (2007)
- Town of Evening Calm, Country of Cherry Blossoms (2007)
- The Silver Season (2008)
- 10 Promises to My Dog (2008)
- Mōryō no Hako (2008)
- Yamazakura (2008)
- The Taste of Fish (2008)
- Kitaro and the Millennium Curse (2008)
- Flowers (2010)
- Genji Monogatari: Sennen no Nazo (2011)
- The Wings of the Kirin (2012)

### Televiziune
- Taira no Kiyomori (2012) – Yura Gozen
- Hana Moyu (2015) – Mōri Yasuko